# Aračinovo
Aračinovo (in macedone Арачиново?; in albanese Haraçinës) è un comune rurale nella parte settentrionale della Macedonia del Nord di 11597 abitanti (dato 2002). La sede comunale è nella località omonima.

## Geografia fisica
Il comune confina a nord con Lipkovo, a ovest con la Città di Skopje, a sud con Petrovec e a est con Kumanovo.

## Società

### Evoluzione demografica
In base ai dati del censimento, la popolazione è così divisa dal punto di vista etnico:
| Etnia       | Abitanti | %     |
| ----------- | -------- | ----- |
| Macedoni    | 987      | 8,23  |
| Albanesi    | 10 879   | 90,72 |
| Bosniaci    | 65       | 0,54  |
| Serbi       | 13       | 0,11  |
| Altre etnie | 48       | 0,40  |

## Località
Il comune è formato dall'insieme delle seguenti località:
- Aračinovo (sede comunale)
- Brnjarci
- Grušino
- Mojanci
- Orlanci